# جزيرة بونه
جزيرة بونه هي جزيرة منخفضة في محافظة خوزستان بإيران.

## الموقع والجغرافيا
تقع جزيرة بونه في أقصى شمال الخليج العربي وهي إحدى الجزر الرئيسية الأربعة في مصب هفور إ-موسي. الجزر القريبة هي دارا وكابري ناخودا.
تبلغ مساحتها 2.5 كيلومتر مربع (1.0 ميل مربع) وتقع إلى الشرق من البر الرئيسى وعلى بعد 3 كيلومتر (2 ميل). يبلغ طول بونه 7 كيلومتر (4 ميل) فيما بين الغرب والشرق وأقصى ارتفاع مترين (6 أقدام و7 بوصات) فوق مستوى سطح البحر.